# 島根県教育センター
島根県教育センター（しまねけんきょういくセンター、英称：Shimane Prefectural Educational Center）は、島根県が設置する教育に関する研究及び教育関係職員の研修を行う機関である。

## 概要・事業
島根県教育センターは島根県における教育に関する専門的、技術的事項の研究及び教育関係職員の研修を行うため、2009年前身の島根県立松江教育センターと島根県立浜田教育センターを改組して設置されるとともに、併せて支所として島根県教育センター浜田教育センターも設置される。

## 所在地
- 島根県教育センター - 島根県松江市内中原町255-1
- 島根県教育センター浜田教育センター - 島根県浜田市長沢町1550-1

## 沿革
- 1948年（昭和23年）5月 条例により島根県立教育研修所を設置
- 1951年（昭和26年）3月 島根県立教育研究所と改称
- 1971年（昭和46年）4月 条例により島根県立教育センターを設置
- 1973年（昭和48年）4月 島根県立情報処理教育センター設置
- 1984年（昭和59年）4月 情報処理教育センターが教育センターに統合
- 1986年（昭和61年）4月 島根県立浜田教育センター設置。それに伴い島根県立教育センターを島根県立松江教育センターと改称。
- 2009年（平成21年）4月 松江教育センターと浜田教育センターを改組し、島根県立教育センター（松江市）を設置するとともに浜田教育センターを支所化。

## 組織
組織は下記の通りである。また、運営についての審議を行うため評議員会も設置される。
- 島根県教育センター
  - 総務課
  - 教育企画部
    - 企画・研修スタッフ
    - 研究・情報スタッフ
    - 教育相談スタッフ
- 浜田教育センター（支所）
  - 管理部
    - 総務担当
    - 研究・研修スタッフ
    - 教育相談スタッフ